# Bruten sylsnäcka
Bruten sylsnäcka (Rumina decollata) är en snäckart som först beskrevs av Carl von Linné 1758.  Bruten sylsnäcka ingår i släktet Rumina och familjen sylsnäckor. Arten är tillfälligt reproducerande i Sverige. Inga underarter finns listade i Catalogue of Life.

## Bildgalleri

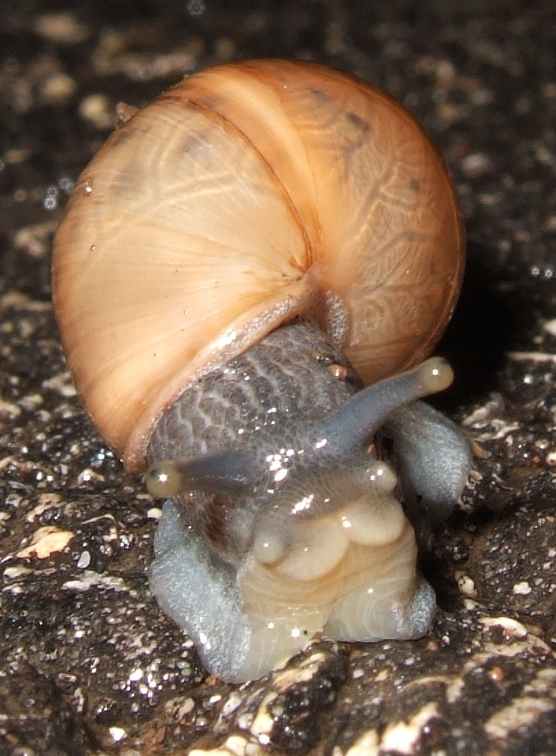
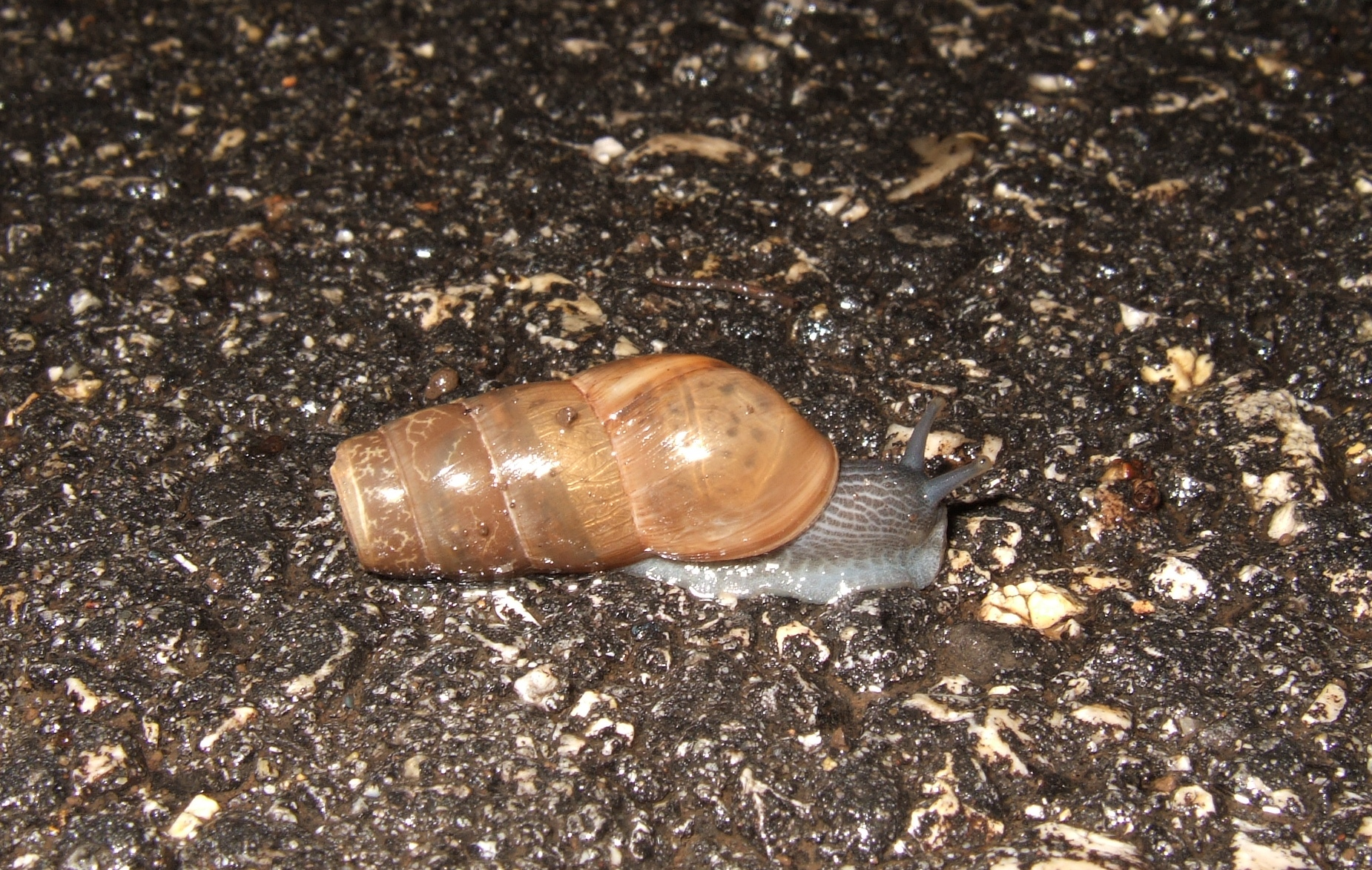
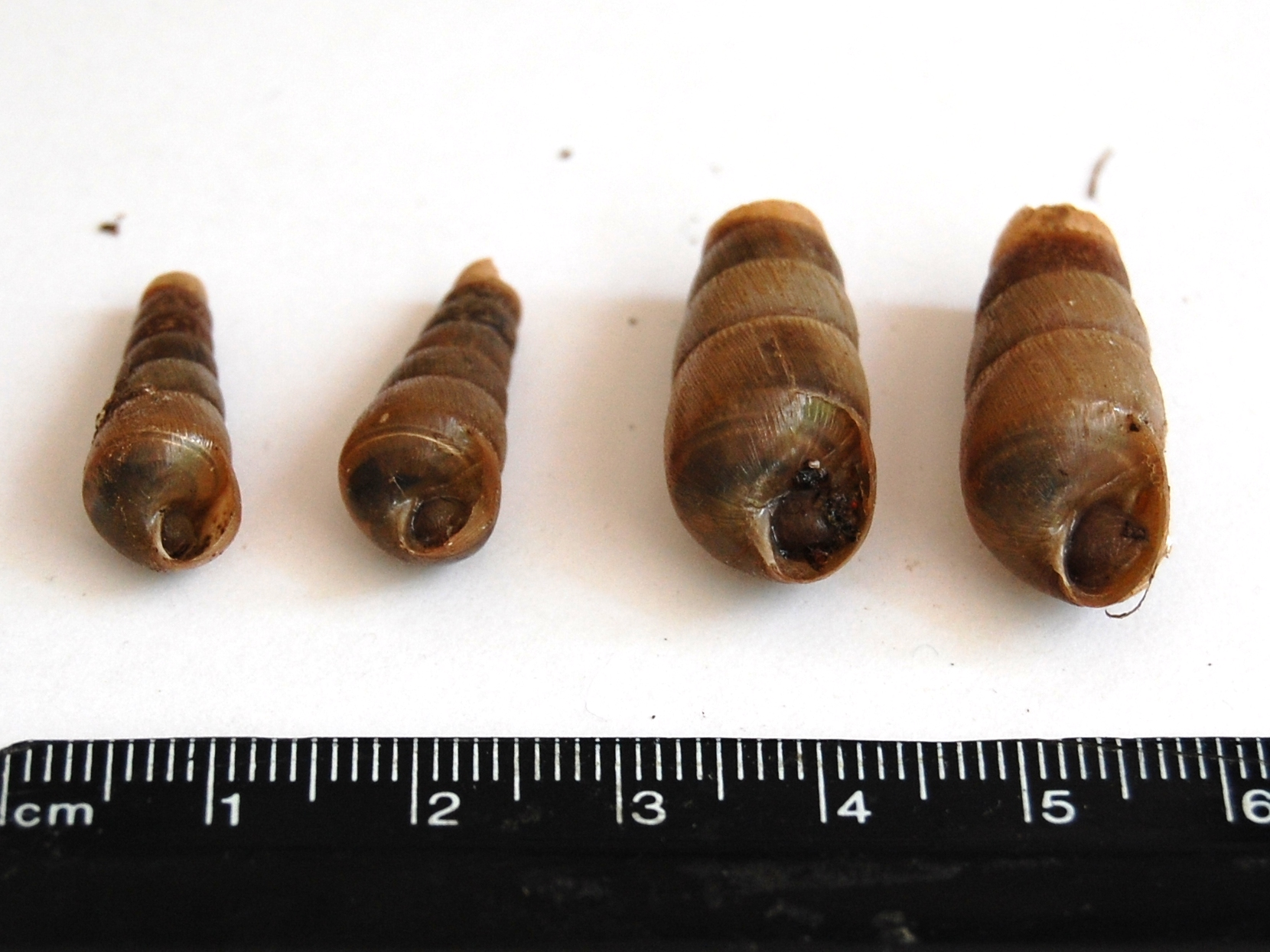